# 環境資源ギャラリー
環境資源ギャラリー（かんきょうしげんギャラリー）は、静岡県掛川市にあるごみ処理施設。一部事務組合 掛川市・菊川市衛生施設組合が運営し、掛川市掛川地区と菊川市の一般廃棄物を処理している。
老朽化によりダイオキシン類の排出規制をクリアできなくなった掛川市清掃センターと、一般廃棄物最終処分場の埋め立て容量が逼迫した菊川市環境保全センターの後継施設として建設され、2005年4月4日に試験運用を、同年9月5日に本番運用を開始した。計画運用期間は2025年3月まで。
施設名称は、掛川市の下水処理場である生物循環パビリオンと同様、忌避施設からの脱却を目指したものとなっている。リサイクルにかかる環境負荷についても問題視しており、排出されるごみの総量を削減する3Rの啓発活動を、併設された環境学習施設を拠点として行っている。
地元と締結した環境協定に基づき環境対策を推し進め、環境マネジメントシステム ISO 14001の認証を取得した。チーム・マイナス6%に参加している。

## 概要
ガス化溶融炉を採用し、発生する余熱によるごみ発電で施設の電源を賄うサーマルリサイクルを行っている。廃プラスチック製品（容器包装でないもの）は燃えるごみとして高温で焼却、燃えないごみとして回収された金属はプラント内で分別し回収することで埋め立てごみの大幅な減容を、蛍光管、水銀入り体温計、乾電池をそれぞれ分別して回収することで環境汚染の防止と希少金属の回収を行っている。
- 所在地：静岡県掛川市満水2319（菊川市との市境に近い新エコポリス工業団地内）
- 敷地面積：47,134.2m²
- 処理施設：
キルン式ガス化溶融炉（焼却・ごみ発電施設。処理能力70t/24h）　×2基
リサイクルプラザ施設（資源回収施設。処理能力30t/5h）
- 処理・回収対象物
  - 燃えるごみ
  - 燃える粗大ごみ
  - 燃えないごみ
  - 燃えない粗大ごみ
  - びん
  - かん
  - プラスチック資源ごみ
  - 古紙
  - ペットボトル
  - 乾電池
  - 蛍光管
  - 水銀入り体温計

## 組合の構成自治体
以下の2市により構成されている。議員数は処理対象区域内の人口比率に基づき決められている。
- 掛川市（議員数6、掛川市掛川地域のみを対象として加入）
- 菊川市（議員数4）

## その他
- 合併前の旧掛川市、旧菊川町、旧小笠町によって計画、決定されたため、掛川市でも旧大東町域、旧大須賀町域のごみは環境資源ギャラリーでは処理せず、掛川市が単独で運営する掛川市環境保全センターで処理する。環境保全センターは設立時の協定により2010年3月で運用を終了するため、掛川市の戸塚進也市長は2010年4月以降は環境資源ギャラリーに一元化する方向で菊川市と調整を行う方針。
- 環境資源ギャラリーの敷地の整備によって発生した残土を利用して、施設隣の敷地が22世紀の丘公園として整備されている。公園内には温水プールや温浴施設を備える22世紀の丘公園コミュニティセンター「たまり～な」が整備されている[2]。